# Carex laticeps
Carex laticeps là một loài thực vật có hoa trong họ Cói. Loài này được C.B.Clarke ex Franch. mô tả khoa học đầu tiên năm 1897.